# Vítor Campelos
Vítor Fernando de Carvalho Campelos, noto semplicemente come Vítor Campelos (Guimarães, 11 maggio 1975), è un allenatore di calcio portoghese.